# Lamprophiidae
I Lamprofidi (Lamprophiidae Fitzinger, 1843) sono una famiglia di serpenti, diffusi prevalentemente in Africa.

## Distribuzione e habitat
La famiglia è diffusa prevalentemente nel continente africano, con 18 generi endemici del Madagascar (Alluaudina, Brygophis, Compsophis, Dromicodryas, Elapotinus, Heteroliodon, Ithycyphus, Langaha, Leioheterodon, Liopholidophis, Madagascarophis, Micropisthodon, Mimophis, Pararhadinaea, Parastenophis, Phisalixella, Pseudoxyrhopus e Thamnosophis). Alcune specie (p.es. Malpolon spp., Micrelaps spp., Psammophis spp.) estendono il loro areale all'Europa meridionale, al Medio Oriente e al subcontinente indiano.

## Tassonomia
Tradizionalmente questo raggruppamento veniva considerato una sottofamiglia (Lamprophiinae) della famiglia Colubridae.
Recentemente è stata elevata al rango di famiglia a sé stante, suddivisa a sua volta in 7 sottofamiglie che raggruppano i seguenti generi e specie:

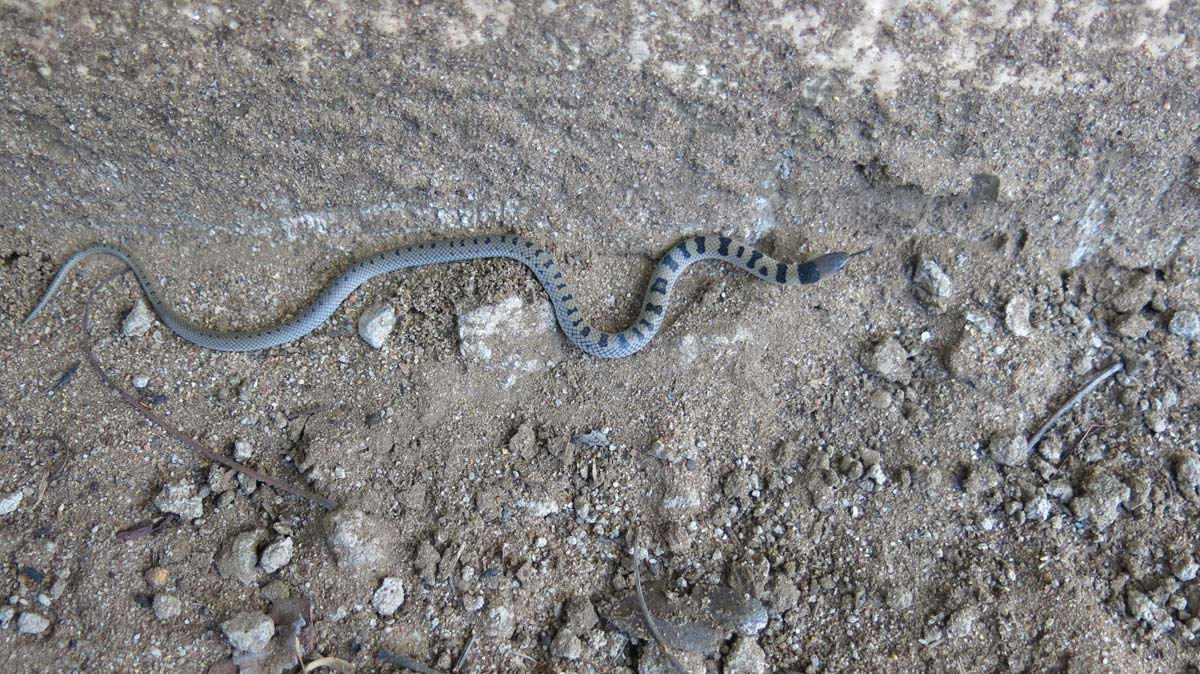
Aparallactus lunulatus

- Sottofamiglia Aparallactinae Bourgeois, 1968
  - Genere Amblyodipsas Peters, 1857
    - Amblyodipsas concolor (Smith, 1849)
    - Amblyodipsas dimidiata (Günther, 1888)
    - Amblyodipsas katangensis De Witte & Laurent, 1942
    - Amblyodipsas microphthalma (Bianconi, 1852)
    - Amblyodipsas polylepis (Bocage, 1873)
    - Amblyodipsas rodhaini (De Witte, 1930)
    - Amblyodipsas teitana (Loveridge, 1936
    - Amblyodipsas unicolor (Reinhardt, 1843)
    - Amblyodipsas ventrimaculata (Roux, 1907)

  - Genere Aparallactus Smith, 1849
    - Aparallactus capensis Smith, 1849
    - Aparallactus guentheri Boulenger, 1895
    - Aparallactus jacksonii (Günther, 1888)
    - Aparallactus lineatus (Peters, 1870)
    - Aparallactus lunulatus (Peters, 1854)
    - Aparallactus modestus (Günther, 1859)
    - Aparallactus moeruensis De Witte & Laurent, 1943
    - Aparallactus niger Boulenger, 1897
    - Aparallactus nigriceps (Peters, 1854)
    - Aparallactus turneri Loveridge, 1935
    - Aparallactus werneri Boulenger, 1895

  - Genere Brachyophis Mocquard, 1888
    - Brachyophis revoili Mocquard, 1888

  - Genere Chilorhinophis Werner, 1907
    - Chilorhinophis butleri Werner, 1907
    - Chilorhinophis carpenteri (Parker, 1927)
    - Chilorhinophis gerardi (Boulenger, 1913)

  - Genere Hypoptophis Boulenger, 1908
    - Hypoptophis wilsonii Boulenger, 1908

  - Genere Macrelaps Boulenger, 1896
    - Macrelaps microlepidotus (Günther, 1860)

  - Genere Micrelaps Boettger, 1880
    - Micrelaps bicoloratus Sternfeld, 1908
    - Micrelaps boettgeri Boulenger, 1896
    - Micrelaps muelleri Boettger, 1880
    - Micrelaps tchernovi Werner, Babocsay, Carmely & Thuna, 2006
    - Micrelaps vaillanti (Mocquard, 1888)

  - Genere Polemon Jan, 1858
    - Polemon acanthias (Reinhardt, 1860)
    - Polemon barthii Jan, 1858
    - Polemon bocourti Mocquard, 1897
    - Polemon christyi (Boulenger, 1903)
    - Polemon collaris (Peters, 1881)
    - Polemon fulvicollis (Mocquard, 1887)
    - Polemon gabonensis (Duméril, 1856)
    - Polemon gracilis (Boulenger, 1911)
    - Polemon griseiceps (Laurent, 1947)
    - Polemon leopoldi (De Witte, 1941)
    - Polemon neuwiedi (Jan, 1858)
    - Polemon notatus (Peters, 1882)
    - Polemon robustus De Witte & Laurent, 1947

  - Genere Xenocalamus Günther, 1868
    - Xenocalamus bicolor Günther, 1868
    - Xenocalamus mechowii Peters, 1881
    - Xenocalamus michellii Müller, 1911
    - Xenocalamus sabiensis Broadley, 1971
    - Xenocalamus transvaalensis Methuen, 1919

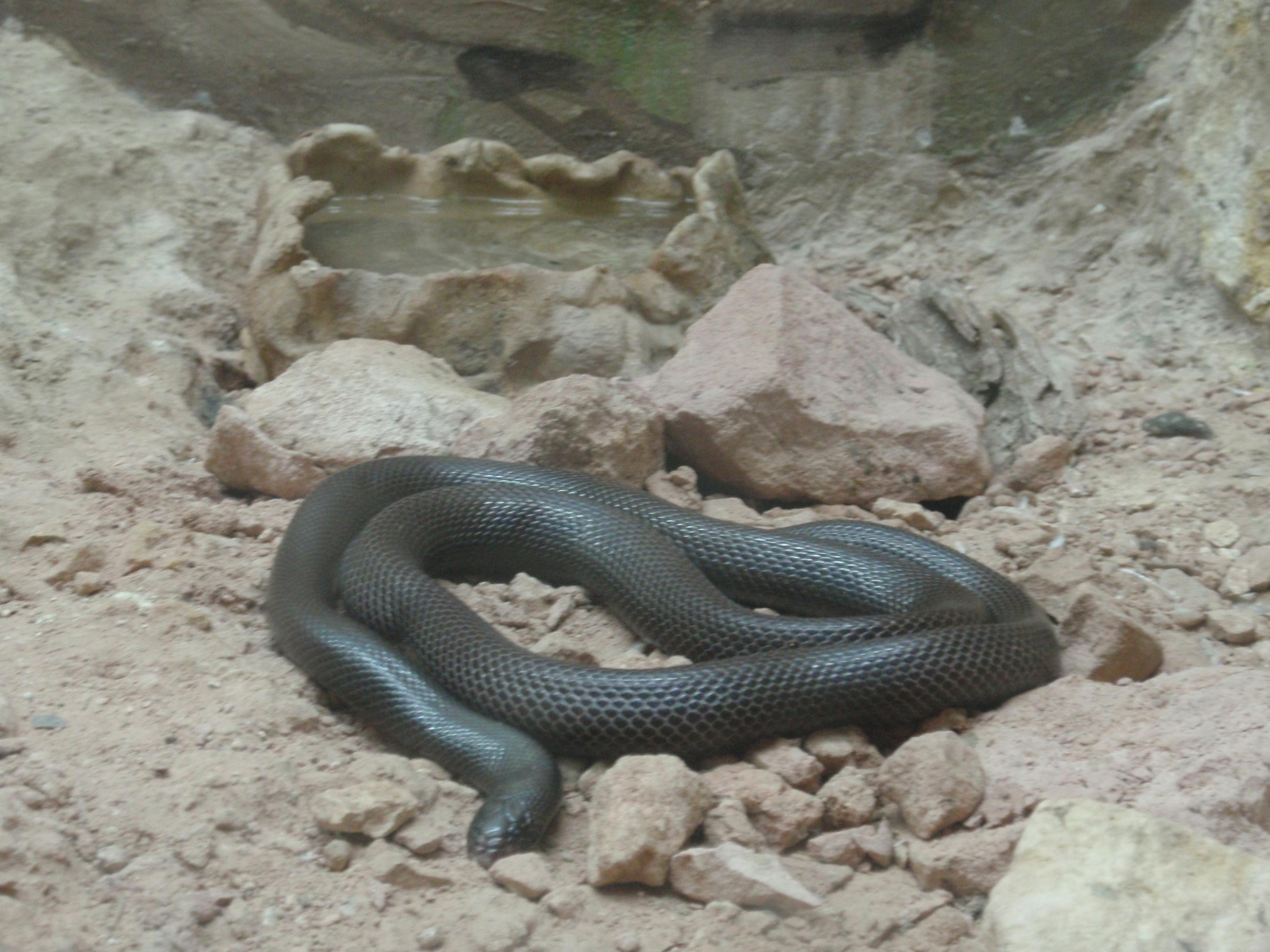
Atractaspis engaddensis

- Sottofamiglia Atractaspidinae Günther, 1858
  - Genere Atractaspis Smith, 1849
    - Atractaspis andersonii Boulenger, 1905
    - Atractaspis aterrima Günther, 1863
    - Atractaspis bibronii Smith, 1849
    - Atractaspis boulengeri Mocquard, 1897
    - Atractaspis congica Peters, 1877
    - Atractaspis corpulenta (Hallowell, 1854)
    - Atractaspis dahomeyensis Bocage, 1887
    - Atractaspis duerdeni Gough, 1907
    - Atractaspis engaddensis Haas, 1950
    - Atractaspis engdahli Lönnberg & Andersson, 1913
    - Atractaspis fallax Peters, 1867
    - Atractaspis irregularis (Reinhardt, 1843)
    - Atractaspis leucomelas Boulenger, 1895
    - Atractaspis magrettii Scortecci, 1928
    - Atractaspis microlepidota Günther, 1866
    - Atractaspis micropholis Günther, 1872
    - Atractaspis phillipsi Barbour, 1913
    - Atractaspis reticulata Sjöstedt, 1896
    - Atractaspis scorteccii Parker, 1949
    - Atractaspis watsoni Boulenger, 1908

  - Genere Homoroselaps Jan, 1858
    - Homoroselaps dorsalis (Smith, 1849)
    - Homoroselaps lacteus (Linnaeus, 1758)

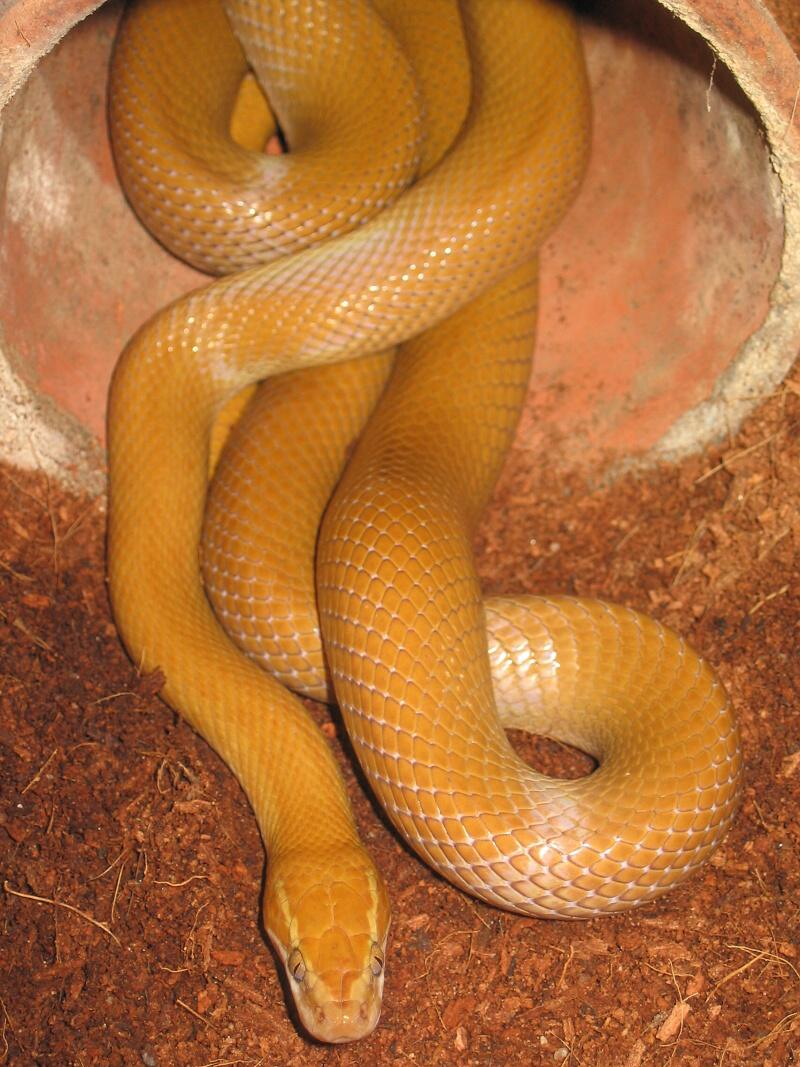
Boaedon fuliginosus

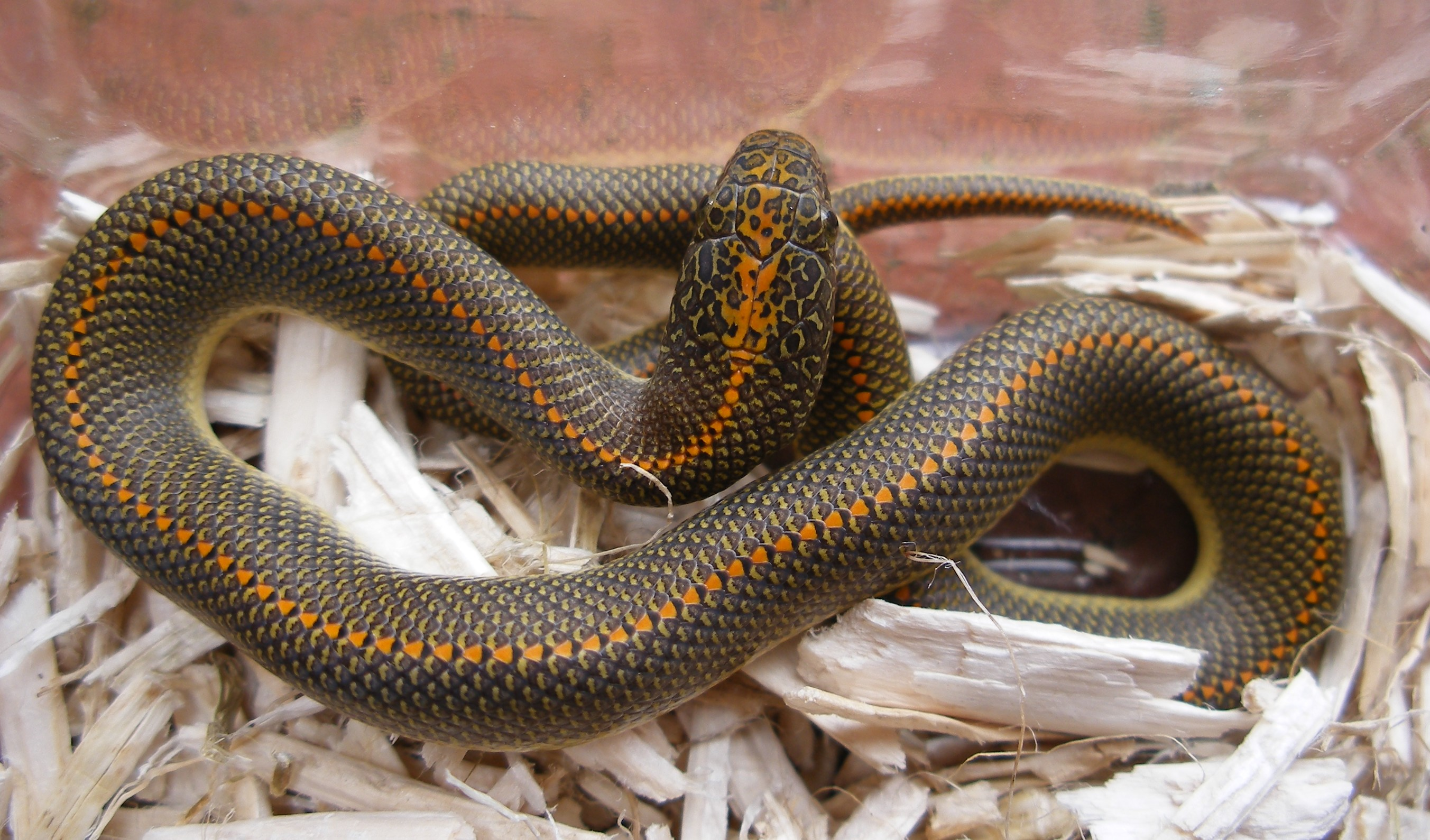
Lamprophis aurora

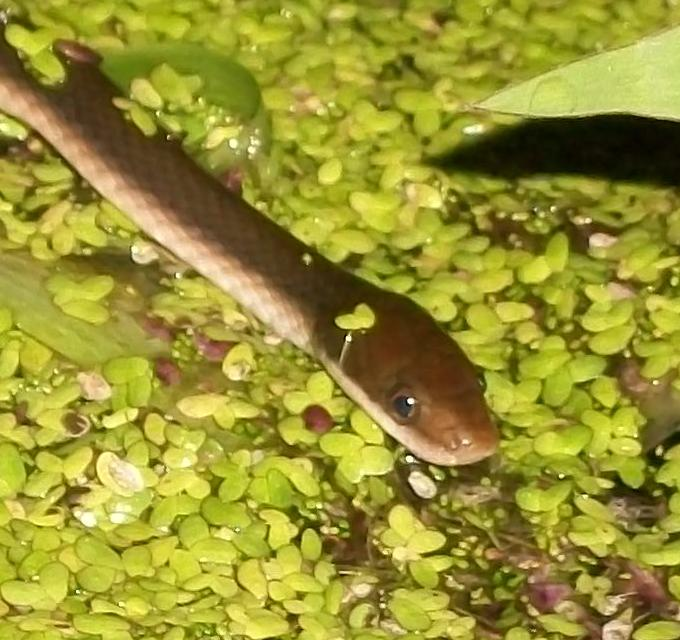
Lycodonomorphus rufulus

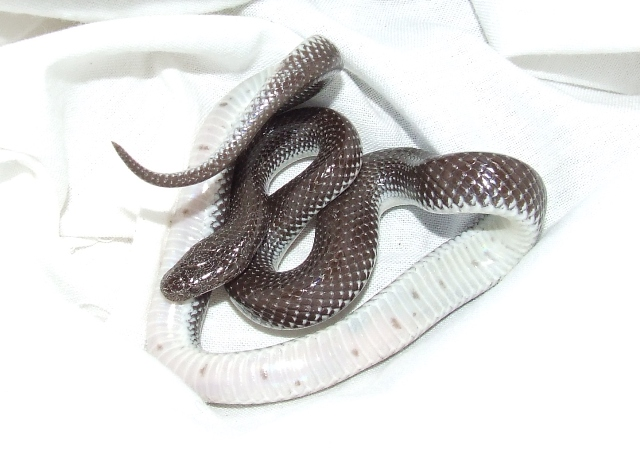
Lycophidion capense

- Sottofamiglia Lamprophiinae Fitzinger, 1843
  - Genere Boaedon Duméril, Bibron & Duméril, 1854
    - Boaedon fuliginosus (Boie, 1827)
    - Boaedon lineatus Duméril, Bibron & Duméril, 1854
    - Boaedon maculatus Parker, 1932
    - Boaedon olivaceus (Duméril, 1856)
    - Boaedon virgatus (Hallowell, 1854)

  - Genere Bothrolycus Günther, 1874
    - Bothrolycus ater Günther, 1874

  - Genere Bothrophthalmus Peters, 1863
    - Bothrophthalmus brunneus Günther, 1863
    - Bothrophthalmus lineatus (Peters, 1863)

  - Genere Chamaelycus Boulenger, 1919
    - Chamaelycus christyi Boulenger, 1919
    - Chamaelycus fasciatus (Günther, 1858)
    - Chamaelycus parkeri (Angel, 1934)
    - Chamaelycus werneri (Mocquard, 1902)

  - Genere Dendrolycus Laurent, 1956
    - Dendrolycus elapoides (Günther, 1874)

  - Genere Gonionotophis Boulenger, 1893
    - Gonionotophis brussauxi (Mocquard, 1889)
    - Gonionotophis capensis (Smith, 1847)
    - Gonionotophis crossi (Boulenger, 1895)
    - Gonionotophis egbensis (Dunger, 1966)
    - Gonionotophis gabouensis (Trape & Mané, 2005)
    - Gonionotophis grantii (Günther, 1863)
    - Gonionotophis guirali (Mocquard, 1887)
    - Gonionotophis klingi Matschie, 1893
    - Gonionotophis laurenti (De Witte, 1959)
    - Gonionotophis nyassae (Günther, 1888)
    - Gonionotophis poensis (Smith, 1849)
    - Gonionotophis savorgnani (Mocquard, 1887)
    - Gonionotophis stenophthalmus (Mocquard, 1887)
    - Gonionotophis unicolor (Boulenger, 1910)
    - Gonionotophis vernayi Bogert, 1940)

  - Genere Hormonotus Hallowell, 1857
    - Hormonotus modestus (Duméril, Bibron & Duméril, 1854)

  - Genere Inyoka Kelly et al., 2011
    - Inyoka swazicus (Schaefer, 1970)

  - Genere Lamprophis Fitzinger, 1843
    - Lamprophis abyssinicus Mocquard, 1906
    - Lamprophis aurora (Linnaeus, 1758)
    - Lamprophis capensis (Duméril & Bibron, 1854)
    - Lamprophis erlangeri (Sternfeld, 1908)
    - Lamprophis fiskii Boulenger, 1887
    - Lamprophis fuscus Boulenger, 1893
    - Lamprophis geometricus (Schlegel, 1837)
    - Lamprophis guttatus (Smith, 1843)

  - Genere Lycodonomorphus Fitzinger, 1843
    - Lycodonomorphus bicolor (Günther, 1893)
    - Lycodonomorphus inornatus (Duméril & Bibron, 1854)
    - Lycodonomorphus laevissimus (Günther, 1862)
    - Lycodonomorphus leleupi (Laurent, 1950)
    - Lycodonomorphus rufulus (Lichtenstein, 1823)
    - Lycodonomorphus subtaeniatus Laurent, 1954
    - Lycodonomorphus whytii (Boulenger, 1897)

  - Genere Lycophidion Fitzinger, 1843
    - Lycophidion acutirostre Günther, 1868
    - Lycophidion albomaculatum Steindachner, 1870
    - Lycophidion capense (Smith, 1831)
    - Lycophidion depressirostre Laurent, 1968
    - Lycophidion hellmichi Laurent, 1964
    - Lycophidion irroratum (Leach, 1819)
    - Lycophidion laterale Hallowell, 1857
    - Lycophidion meleagris Boulenger, 1893
    - Lycophidion multimaculatum Boettger, 1888
    - Lycophidion namibianum Broadley, 1991
    - Lycophidion nanus (Broadley, 1958)
    - Lycophidion nigromaculatum (Peters, 1863)
    - Lycophidion ornatum Parker, 1936
    - Lycophidion pembanum (Laurent, 1968)
    - Lycophidion pygmaeum Broadley, 1996
    - Lycophidion semiannule Peters, 1854
    - Lycophidion semicinctum Duméril, Bibron & Duméril, 1854
    - Lycophidion taylori Broadley & Hughes, 1993
    - Lycophidion uzungwense Loveridge, 1932
    - Lycophidion variegatum Broadley, 1969

  - Genere Pseudoboodon Peracca, 1897
    - Pseudoboodon boehmei Rasmussen & Largen, 1992
    - Pseudoboodon gascae Peracca, 1897
    - Pseudoboodon lemniscatus (Duméril, Bibron & Duméril, 1854)
    - Pseudoboodon sandfordorum Spawls, 2004

- Sottofamiglia Prosymninae Kelly, Barker, Villet & Broadley, 2009
  - Genere Prosymna Gray, 1849
    - Prosymna ambigua Bocage, 1873
    - Prosymna angolensis Boulenger, 1915
    - Prosymna bivittata Werner, 1903
    - Prosymna frontalis (Peters, 1867)
    - Prosymna greigerti Mocquard, 1906
    - Prosymna janii Bianconi, 1862
    - Prosymna lineata (Peters, 1871)
    - Prosymna meleagris (Reinhardt, 1843)
    - Prosymna ornatissima Barbour & Loveridge, 1928
    - Prosymna pitmani Battersby, 1951
    - Prosymna ruspolii (Boulenger, 1896)
    - Prosymna semifasciata Broadley, 1995
    - Prosymna somalica Parker, 1930
    - Prosymna stuhlmanni (Pfeffer, 1893)
    - Prosymna sundevalli (Smith, 1849)
    - Prosymna visseri Fitzsimons, 1959

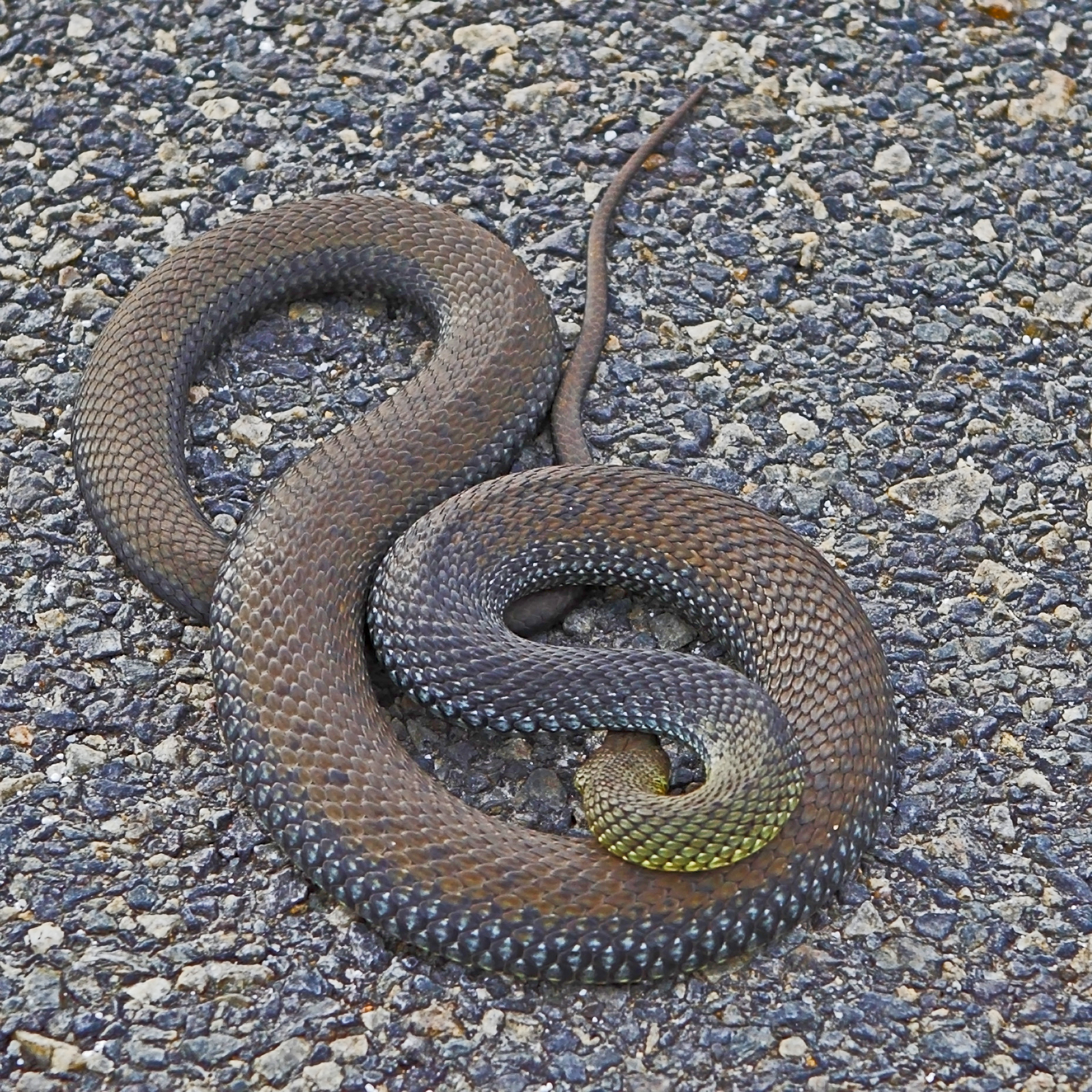
Malpolon monspessulanus

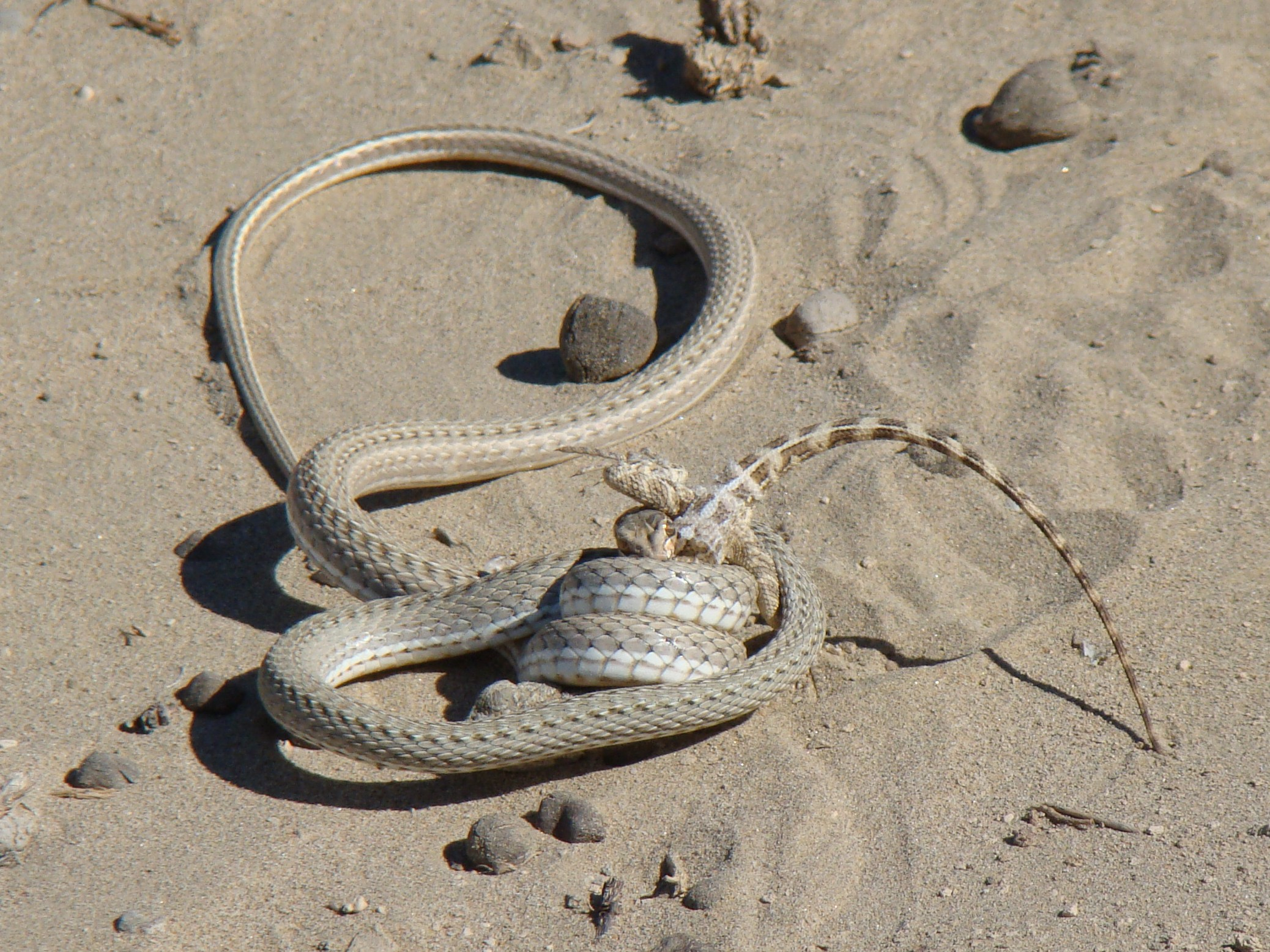
Psammophis lineolatus

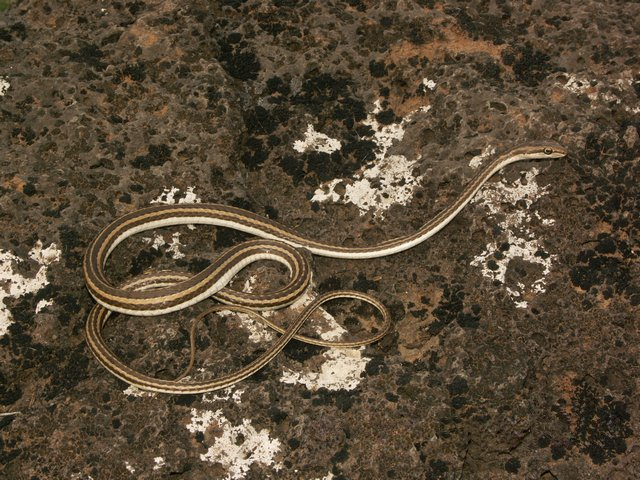
Psammophis schokari

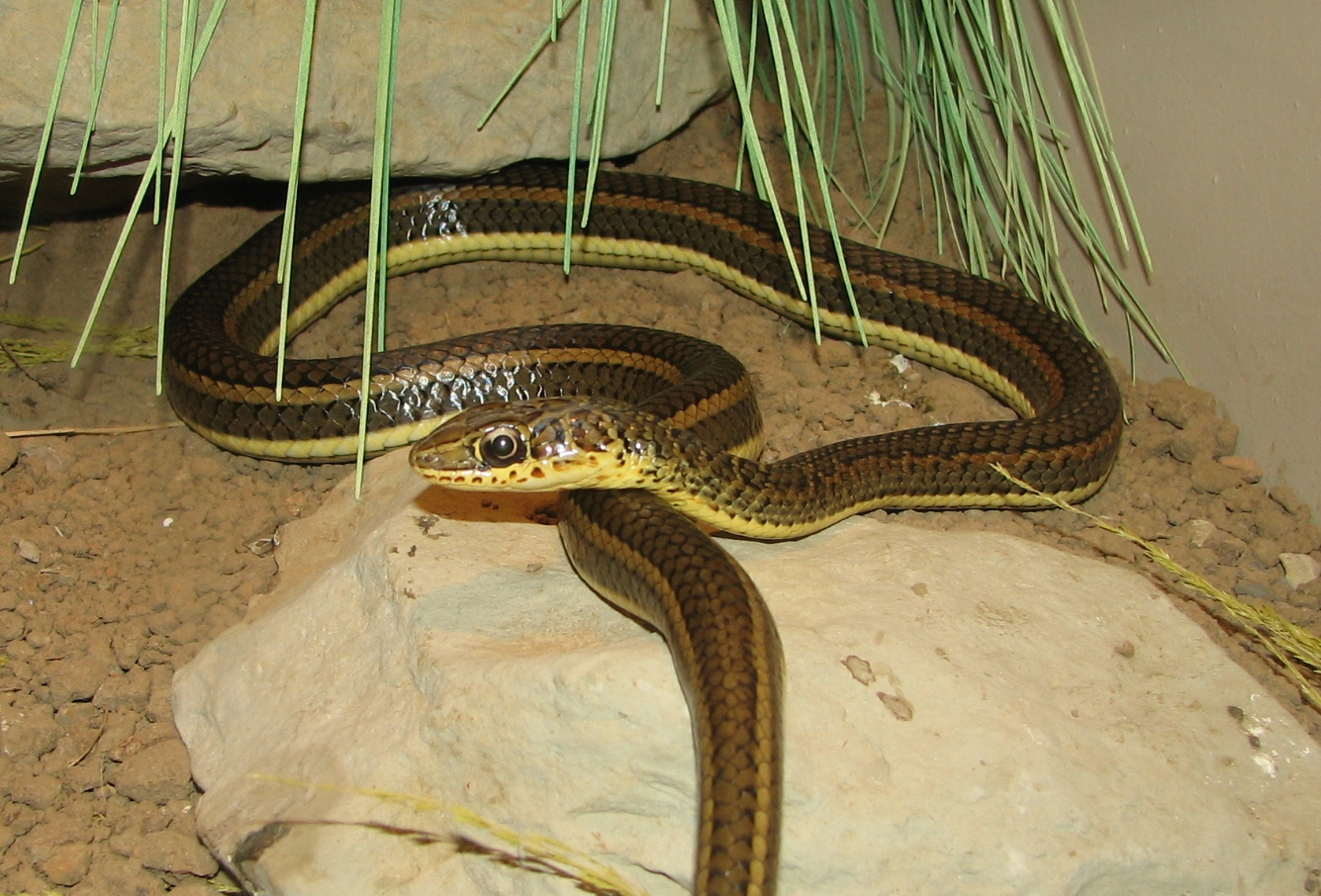
Psammophylax rhombeatus

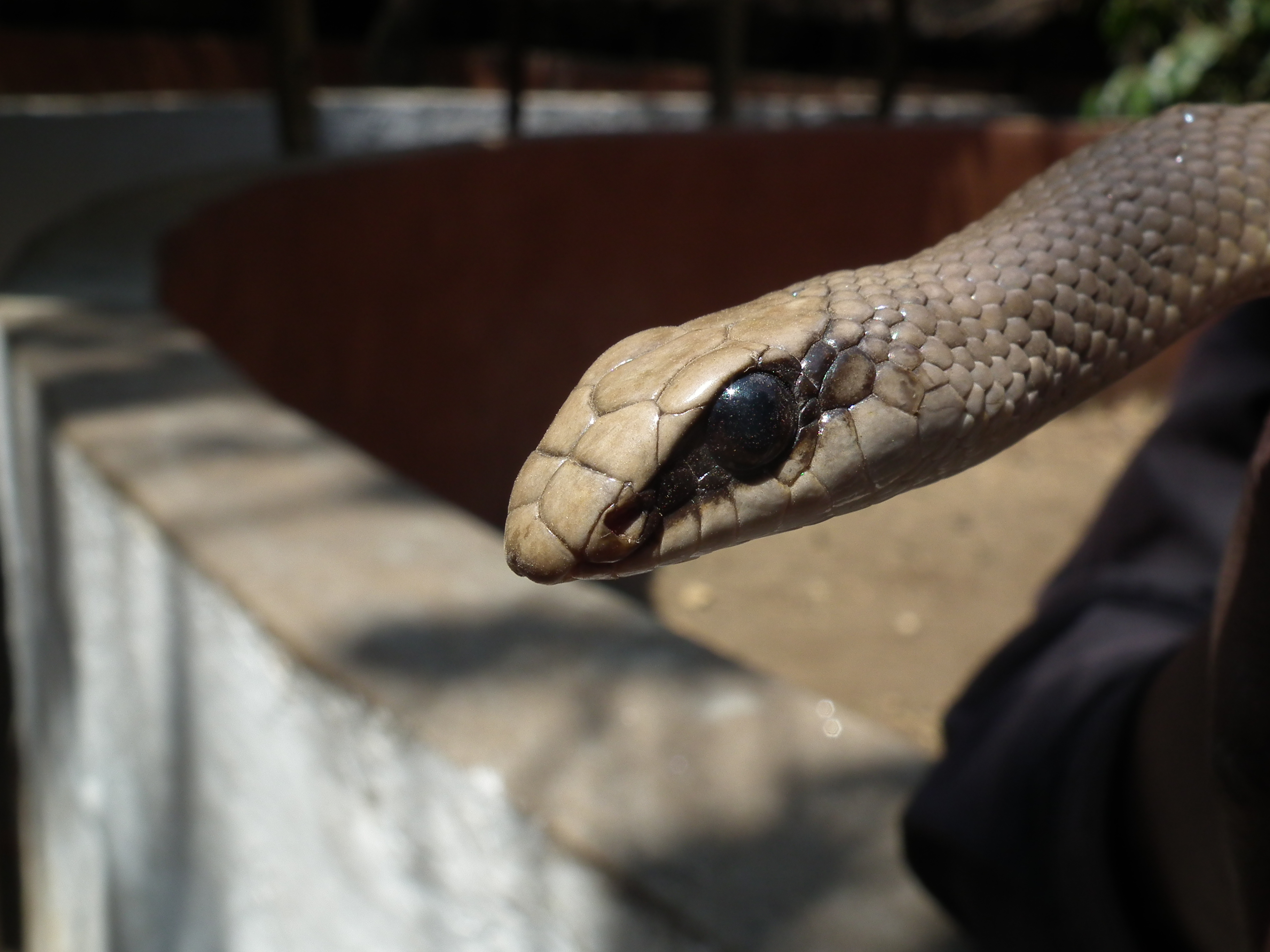
Rhamphiophis oxyrhynchus

- Sottofamiglia Psammophiinae Dowling, 1967
  - Genere Dipsina Jan, 1862
    - Dipsina multimaculata (Smith, 1847)

  - Genere Hemirhagerrhis Boettger, 1893
    - Hemirhagerrhis hildebrandtii (Peters, 1878)
    - Hemirhagerrhis kelleri Boettger, 1893
    - Hemirhagerrhis nototaenia (Günther, 1864)
    - Hemirhagerrhis viperina (Bocage, 1873)

  - Genere Malpolon Fitzinger, 1826
    - Malpolon insignitus (Geoffroy De St-Hilaire, 1809)
    - Malpolon monspessulanus (Hermann, 1804)

  - Genere Mimophis Günther, 1868
    - Mimophis mahfalensis (Grandidier, 1867)

  - Genere Psammophis Fitzinger, 1826
    - Psammophis aegyptius Marx, 1958
    - Psammophis angolensis (Bocage, 1872)
    - Psammophis ansorgii Boulenger, 1905
    - Psammophis biseriatus Peters, 1881
    - Psammophis brevirostris Peters, 1881
    - Psammophis condanarus (Merrem, 1820)
    - Psammophis crucifer (Daudin, 1803)
    - Psammophis elegans (Shaw, 1802)
    - Psammophis indochinensis (Smith, 1943
    - Psammophis jallae Peracca, 1896
    - Psammophis leightoni Boulenger, 1902
    - Psammophis leithii Günther, 1869
    - Psammophis leopardinus Bocage, 1887
    - Psammophis lineatus (Duméril, Bibron & Duméril, 1854)
    - Psammophis lineolatus (Brandt, 1836)
    - Psammophis longifrons Boulenger, 1896
    - Psammophis mossambicus Peters, 1882
    - Psammophis namibensis Broadley, 1975
    - Psammophis notostictus Peters, 1867
    - Psammophis orientalis Broadley, 1977
    - Psammophis phillipsi (Hallowell, 1844)
    - Psammophis praeornatus (Schlegel, 1837)
    - Psammophis pulcher Boulenger, 1895
    - Psammophis punctulatus Duméril & Bibron, 1854
    - Psammophis rukwae Broadley, 1966
    - Psammophis schokari (Forskal, 1775)
    - Psammophis sibilans (Linnaeus, 1758)
    - Psammophis subtaeniatus Peters, 1882
    - Psammophis sudanensis Werner, 1919
    - Psammophis tanganicus Loveridge, 1940
    - Psammophis trigrammus Günther, 1865
    - Psammophis trinasalis Werner, 1902
    - Psammophis zambiensis Hughes, 2002

  - Genere Psammophylax Fitzinger, 1843
    - Psammophylax acutus (Günther, 1888)
    - Psammophylax rhombeatus (Linnaeus, 1758)
    - Psammophylax tritaeniatus (Günther, 1868)
    - Psammophylax variabilis Günther, 1893

  - Genere Rhagerhis W.Peters, 1862
    - Rhagerhis moilensis (Reuss, 1834)

  - Genere Rhamphiophis W.Peters, 1854
    - Rhamphiophis oxyrhynchus (Reinhardt, 1843)
    - Rhamphiophis rostratus Peters, 1854
    - Rhamphiophis rubropunctatus (Fischer, 1884)

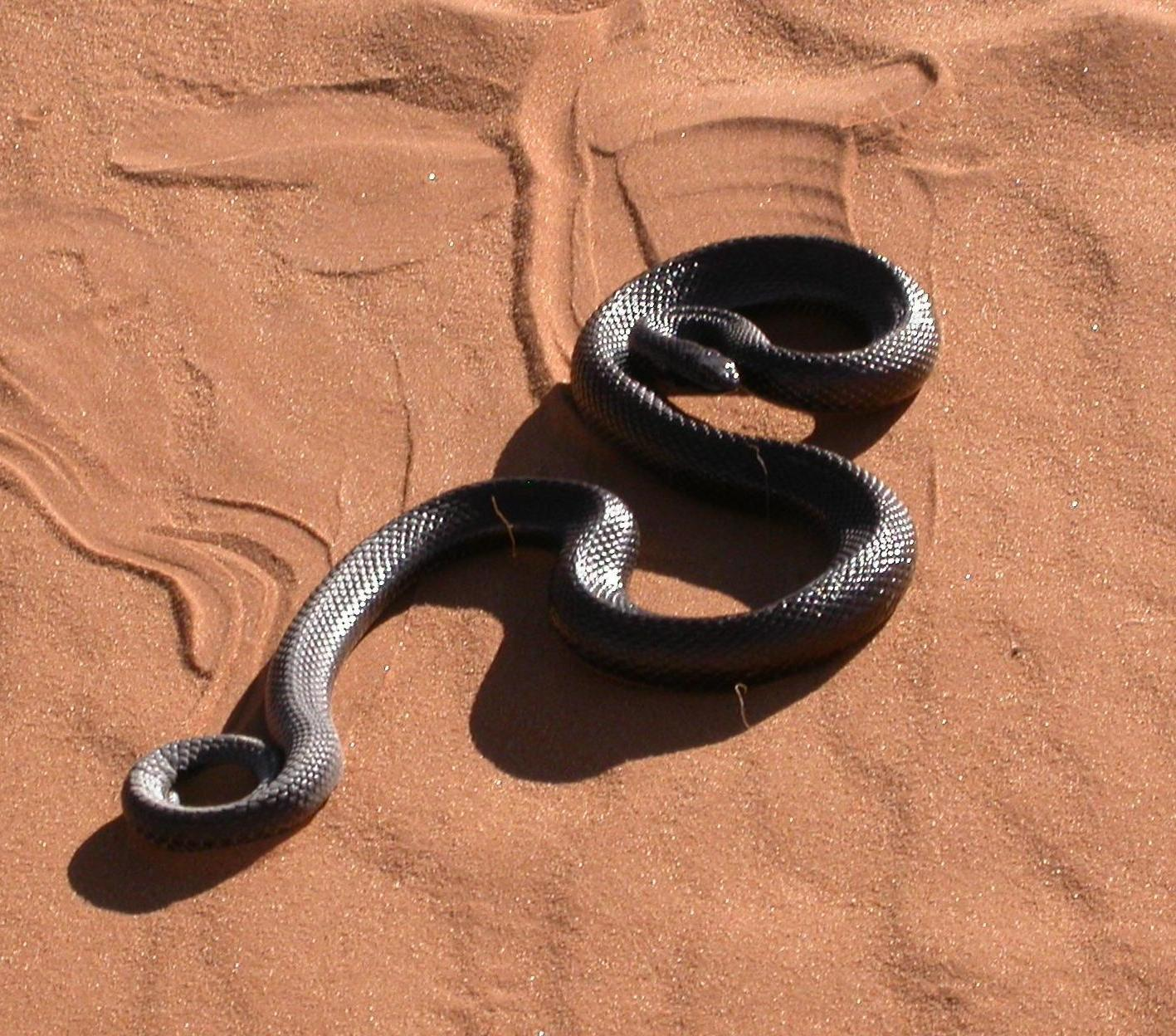
Pseudaspis cana

- Sottofamiglia Pseudaspidinae Cope, 1893
  - Genere Pseudaspis Fitzinger, 1843
    - Pseudaspis cana (Linnaeus, 1758)

  - Genere Pythonodipsas Günther, 1868
    - Pythonodipsas carinata Günther, 1868

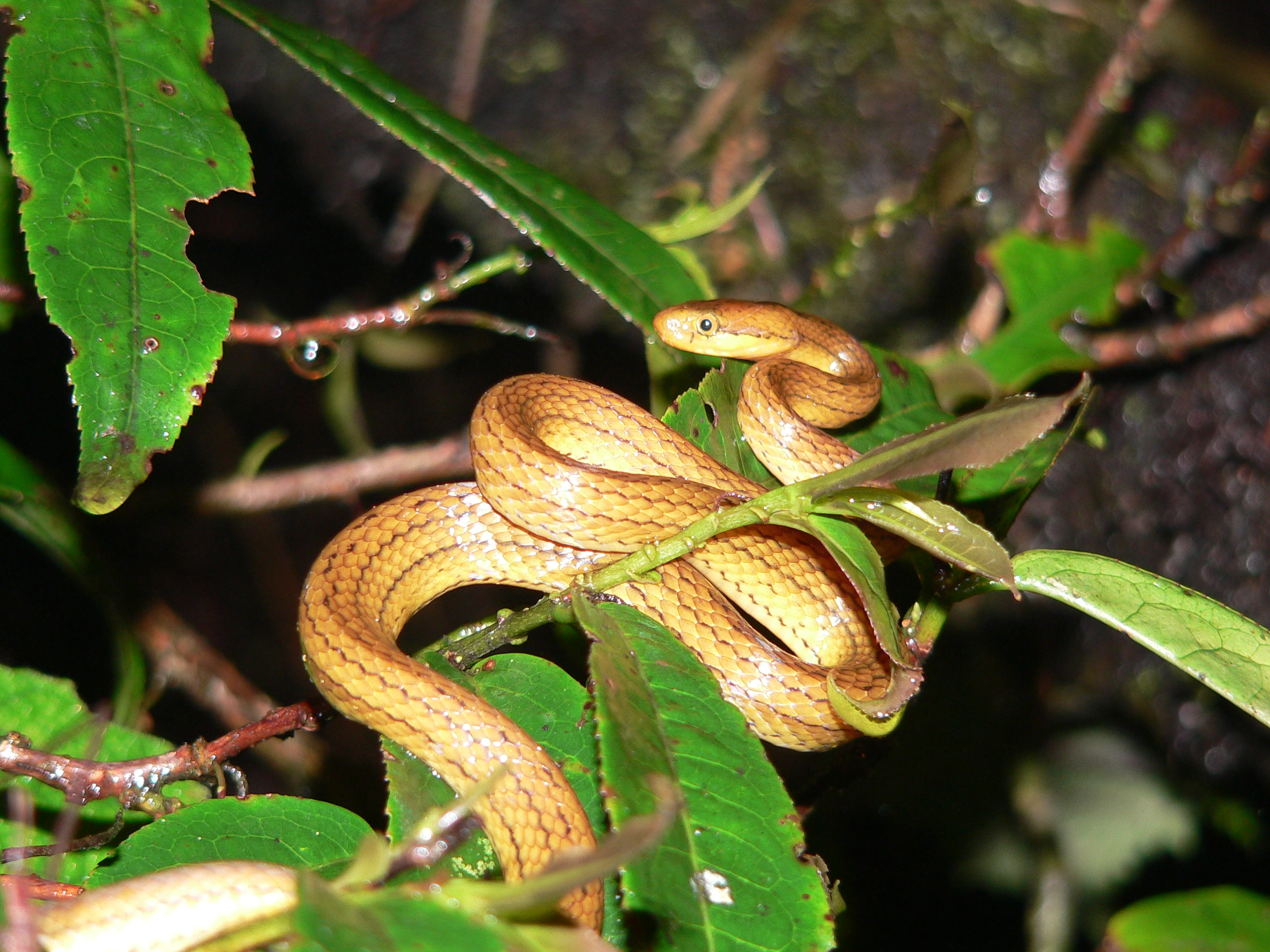
Compsophis laphystius

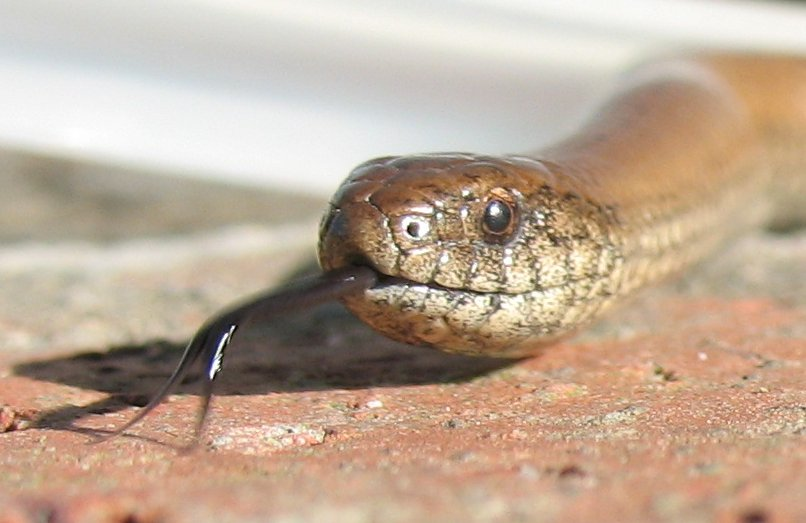
Duberria lutrix

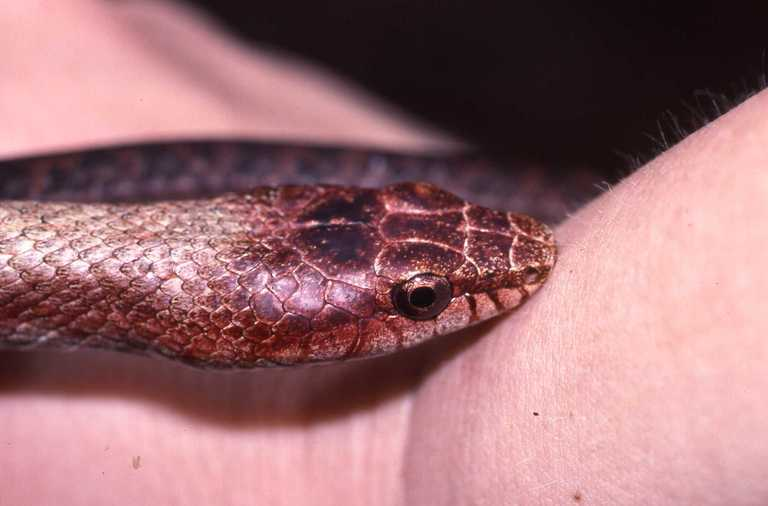
Ithycyphus miniatus

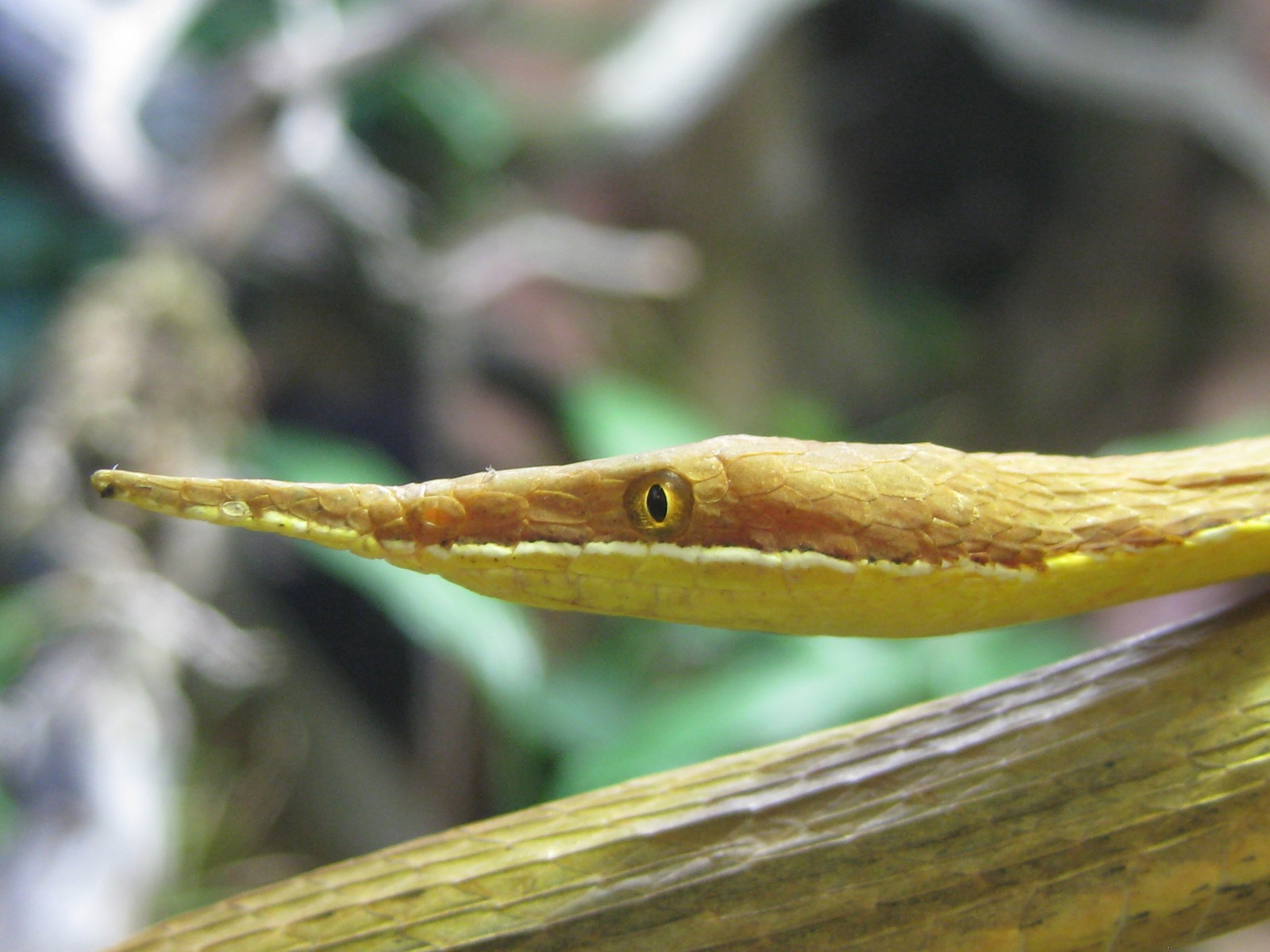
Langaha madagascariensis

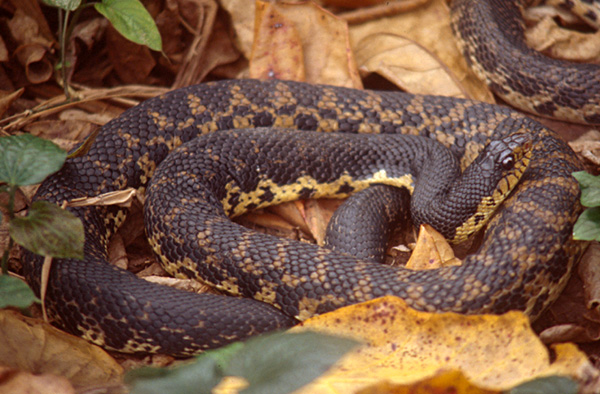
Leioheterodon madagascariensis

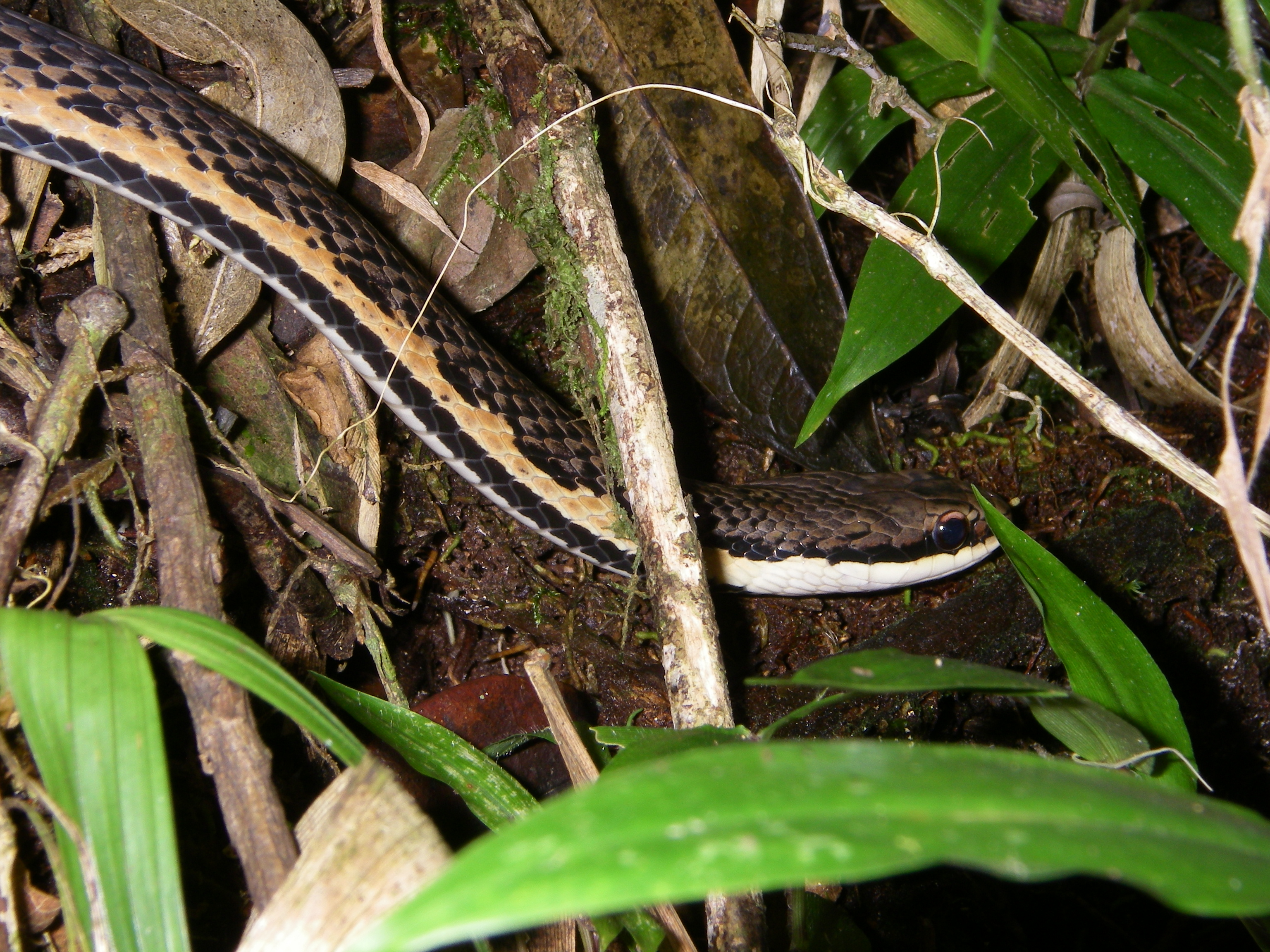
Liopholidophis dolicocercus

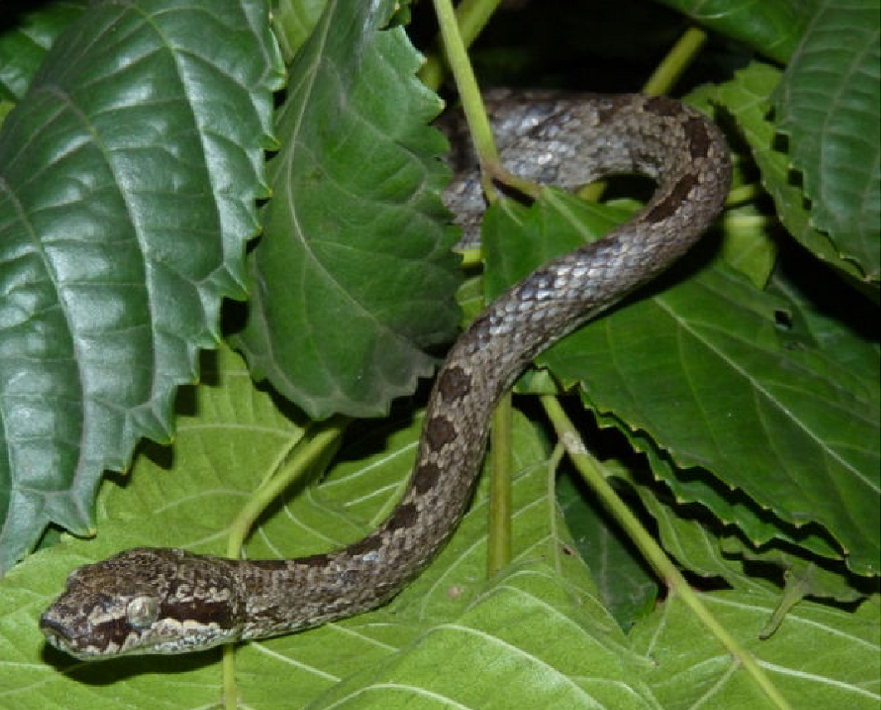
Lycodryas maculatus

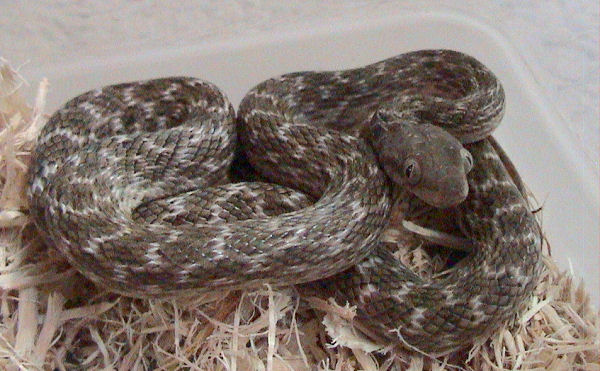
Madagascarophis colubrinus

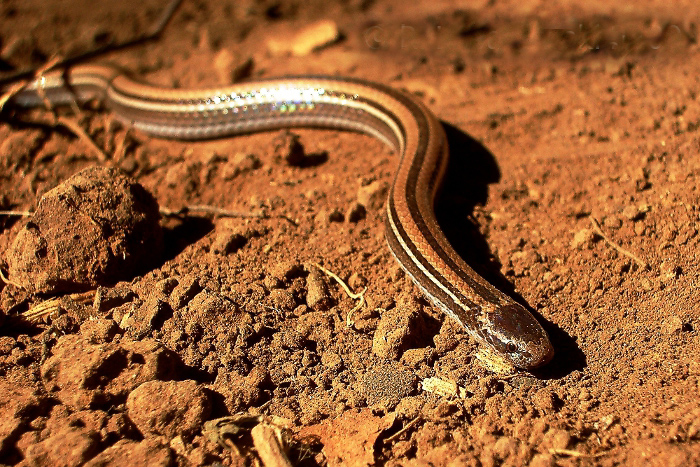
Pararhadinaea melanogaster

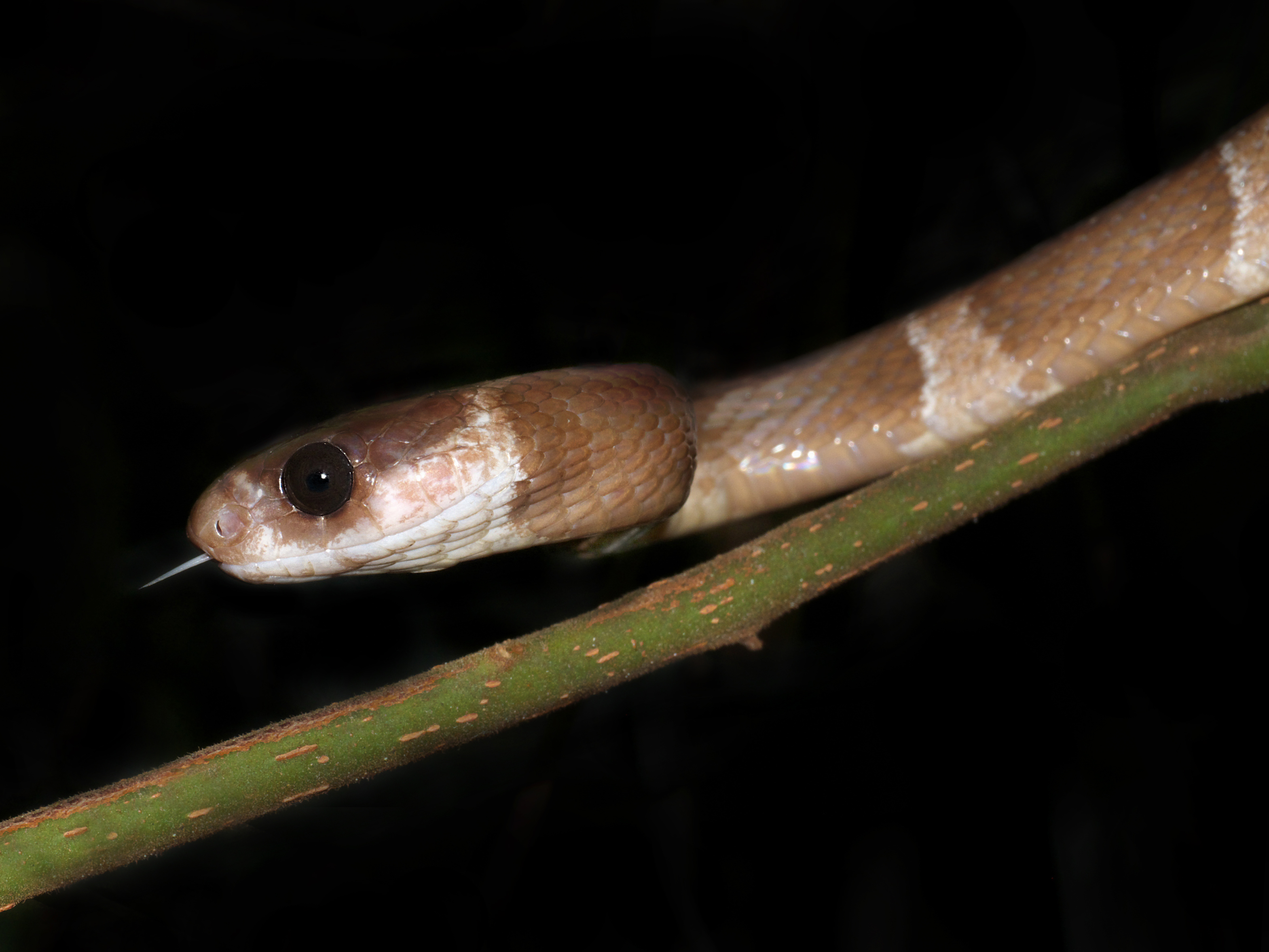
Parastenophis betsileanus

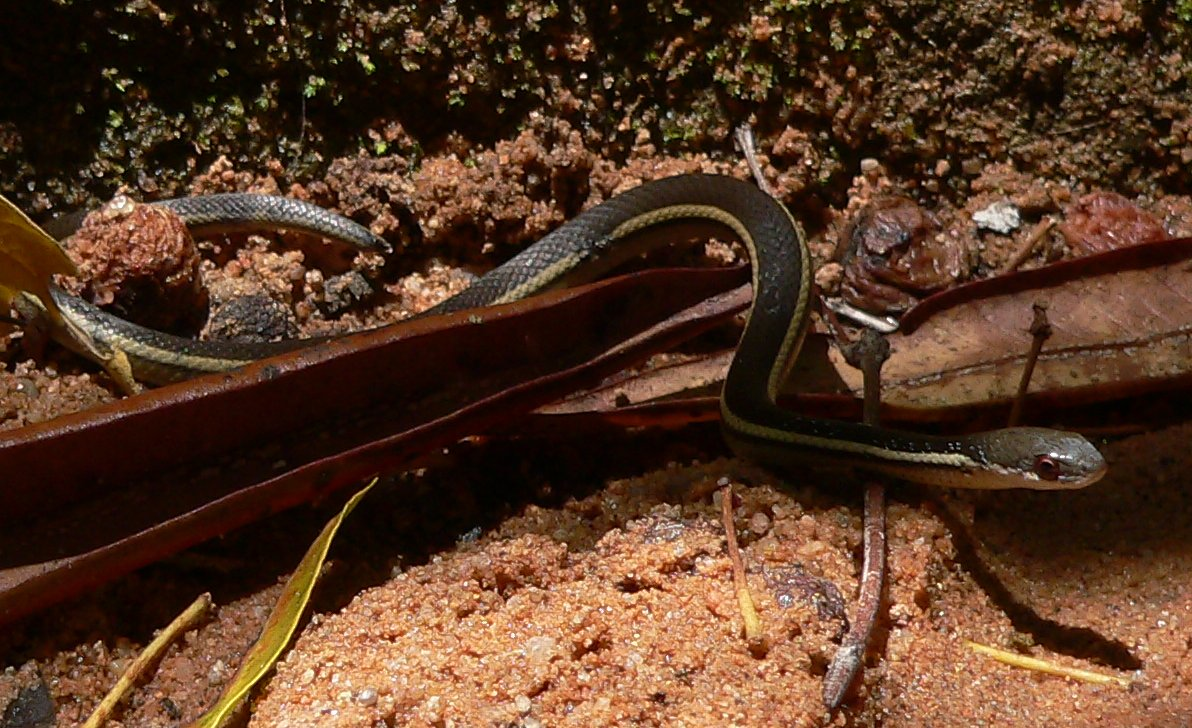
Thamnosophis lateralis

- Sottofamiglia Pseudoxyrhophiinae Dowling, 1975
  - Genere Alluaudina Mocquard, 1894
    - Alluaudina bellyi Mocquard, 1894
    - Alluaudina mocquardi Angel, 1939

  - Genere Amplorhinus Smith, 1847
    - Amplorhinus multimaculatus Smith, 1847

  - Genere Brygophis Domergue & Bour, 1989
    - Brygophis coulangesi (Domergue, 1988)

  - Genere Compsophis Mocquard, 1894
    - Compsophis albiventris Mocquard, 1894
    - Compsophis boulengeri (Peracca, 1892)
    - Compsophis fatsibe (Mercurio & Andreone, 2005)
    - Compsophis infralineatus (Günther, 1882)
    - Compsophis laphystius (Cadle, 1996)
    - Compsophis vinckei (Domergue, 1988)
    - Compsophis zeny (Cadle, 1996)

  - Genere Ditypophis Günther, 1881
    - Ditypophis vivax Günther, 1881

  - Genere Dromicodryas Boulenger, 1893
    - Dromicodryas bernieri (Duméril & Bibron, 1854)
    - Dromicodryas quadrilineatus (Duméril & Bibron, 1854)

  - Genere Duberria Fitzinger, 1826
    - Duberria lutrix (Linnaeus, 1758)
    - Duberria shirana (Boulenger, 1894)
    - Duberria variegata (Peters, 1854)

  - Genere Elapotinus Jan, 1862
    - Elapotinus picteti Jan, 1862

  - Genere Heteroliodon Boettger, 1913
    - Heteroliodon fohy Glaw, Vences & Nussbaum, 2005
    - Heteroliodon lava Nussbaum & Raxworthy, 2000
    - Heteroliodon occipitalis (Boulenger, 1896)

  - Genere Ithycyphus Günther, 1873
    - Ithycyphus blanci Domergue, 1988
    - Ithycyphus goudoti (Schlegel, 1837)
    - Ithycyphus miniatus (Schlegel, 1837)
    - Ithycyphus oursi Domergue, 1986
    - Ithycyphus perineti Domergue, 1986

  - Genere Langaha Bonnaterre, 1790
    - Langaha alluaudi Mocquard, 1901
    - Langaha madagascariensis Bonaterre, 1790
    - Langaha pseudoalluaudi Domergue, 1988

  - Genere Leioheterodon Boulenger, 1893
    - Leioheterodon geayi (Mocquard, 1905)
    - Leioheterodon madagascariensis (Duméril & Bibron, 1854)
    - Leioheterodon modestus (Günther, 1863)

  - Genere Liophidium Boulenger, 1896
    - Liophidium apperti Domergue, 1984
    - Liophidium chabaudi Domergue, 1984
    - Liophidium maintikibo Franzen, Jones, Raselimanana, Nagy, C'Cruze, Glaw & Vences, 2009
    - Liophidium mayottensis (Peters, 1874)
    - Liophidium pattoni Vieites, Ratsoavina, Randrianiaina, Nagy, Glaw & Vences, 2010
    - Liophidium rhodogaster (Schlegel, 1837)
    - Liophidium therezieni Domergue, 1984
    - Liophidium torquatum (Boulenger, 1888)
    - Liophidium trilineatum Boulenger, 1896
    - Liophidium vaillanti (Mocquard, 1901)

  - Genere Liopholidophis Mocquard, 1904
    - Liopholidophis baderi Glaw, Kucharzewski, Nagy, Hawlitschek & Vences, 2013
    - Liopholidophis dimorphus Glaw, Nagy, Franzen & VenceS, 2007
    - Liopholidophis dolicocercus (Peracca, 1892)
    - Liopholidophis grandidieri Mocquard, 1904
    - Liopholidophis oligolepis Glaw, Kucharzewski, Nagy, Hawlitschek & Vences, 2013
    - Liopholidophis rhadinaea Cadle, 1996
    - Liopholidophis sexlineatus (Günther, 1882)
    - Liopholidophis varius (Fischer, 1884)

  - Genere Lycodryas Günther, 1879
    - Lycodryas carleti (Domergue, 1995)
    - Lycodryas citrinus (Domergue, 1995)
    - Lycodryas cococola Hawlitschek, Nagy & Glaw, 2012
    - Lycodryas gaimardi (Schlegel, 1837)
    - Lycodryas granuliceps (Boettger, 1877)
    - Lycodryas guentheri (Boulenger, 1896)
    - Lycodryas inopinae (Domergue, 1995)
    - Lycodryas inornatus (Boulenger, 1896)
    - Lycodryas maculatus (Günther, 1858)
    - Lycodryas pseudogranuliceps (Domergue, 1995)

  - Genere Madagascarophis Mertens, 1952
    - Madagascarophis colubrinus (Schlegel, 1837)
    - Madagascarophis fuchsi Glaw, Kucharzewski, Köhler, Vences & Nagy, 2013
    - Madagascarophis meridionalis Domergue, 1987
    - Madagascarophis ocellatus Domergue, 1987

  - Genere Micropisthodon Mocquard, 1894
    - Micropisthodon ochraceus Mocquard, 1894

  - Genere Pararhadinaea Boettger, 1898
    - Pararhadinaea melanogaster Boettger, 1898

  - Genere Parastenophis Nagy, Glaw & Vences, 2010
    - Parastenophis betsileanus (Günther, 1880)

  - Genere Phisalixella Nagy, Glaw & Vences, 2010
    - Phisalixella arctifasciata (Duméril & Bibron, 1854)
    - Phisalixella iarakaensis (Domergue, 1994)
    - Phisalixella tulearensis (Domergue, 1995)
    - Phisalixella variabilis (Boulenger, 1896)

  - Genere Pseudoxyrhopus Günther, 1881
    - Pseudoxyrhopus ambreensis Mocquard, 1895
    - Pseudoxyrhopus analabe Nussbaum, Andreone & Raxworthy, 1998
    - Pseudoxyrhopus ankafinaensis Raxworthy & Nussbaum, 1994
    - Pseudoxyrhopus heterurus (Jan, 1863)
    - Pseudoxyrhopus imerinae (Günther, 1890)
    - Pseudoxyrhopus kely Raxworthy & Nussbaum, 1994
    - Pseudoxyrhopus microps Günther, 1881
    - Pseudoxyrhopus oblectator Cadle, 1999
    - Pseudoxyrhopus quinquelineatus (Günther, 1881)
    - Pseudoxyrhopus sokosoko Raxworthy & Nussbaum, 1994
    - Pseudoxyrhopus tritaeniatus Mocquard, 1894

  - Genere Thamnosophis Jan, 1863
    - Thamnosophis epistibes (Cadle, 1996)
    - Thamnosophis infrasignatus (Günther, 1882)
    - Thamnosophis lateralis (Duméril & Bibron, 1854)
    - Thamnosophis martae (Glaw, Franzen & Vences, 2005)
    - Thamnosophis mavotenda (Glaw, Nagy, Köhler, Franzen & Vences, 2009
    - Thamnosophis stumpffi (Boettger, 1881)

- incertae sedis
  - Genere Buhoma Ziegler, Vences, Glaw & Böhme, 1997
    - Buhoma depressiceps (Werner, 1897)
    - Buhoma procterae (Loveridge, 1922)
    - Buhoma vauerocegae (Tornier, 1902)

  - Genere Montaspis Bourquin, 1991

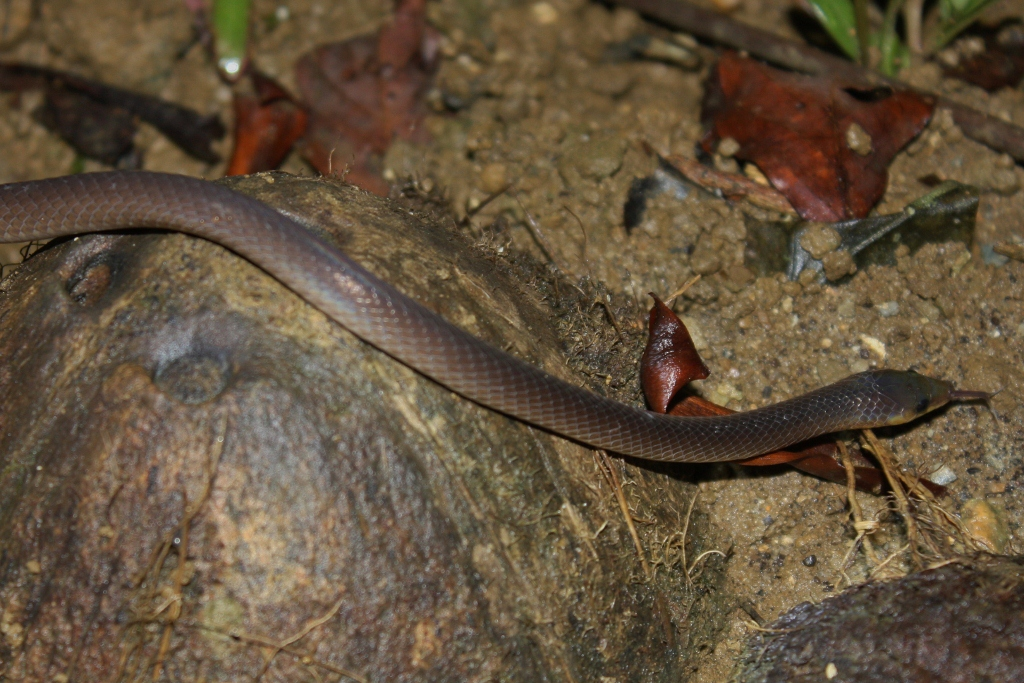
Oxyrhabdium modestum

    - Montaspis gilvomaculata Bourquin, 1991

  - Genere Oxyrhabdium Boulenger, 1893
    - Oxyrhabdium leporinum (Günther, 1858)
    - Oxyrhabdium modestum (Duméril, 1853)

  - Genere Psammodynastes Günther, 1858
    - Psammodynastes pictus Günther, 1858
    - Psammodynastes pulverulentus (Boie, 1827)